# Yunnanozoon
Yunnanozoon lividum je izumrla životinja koja je živjela u ranom kambriju, prije oko 525 milijuna godina. Pronađeno je na stotine primjeraka fosila, a poneki fosili su sadržavali otiske brojnih jedinki. To je bila mala, bočno spljoštena životinja, duga 2,5 do 4 cm, donekle nalik na modernu kopljaču.

## Otkriće
Y. lividum je pronađen u Chengjiangu u kineskoj pokrajini Yunnan, poznatom kineskom nalazištu fosila. Područje je bilo poznato među geolozima još od početka 20. stoljeća, međutim tek 1984. godine je paleontolog Hou Xian-guang pronašao sloj posebno bogat fosilima životinja mekih tijela. Važnost nalazišta je odmah prepoznata i potraga je proširena na još nekoliko lokacija. 
Danas je to područje od velikog paleontološkog značaja, usporedivo s nalazištem kod Burgessa.

## Opis
Y. lividum je bio morska životinja, nalik na kopljaču, dužine do 4 cm. Leđni dio tijela bio je podijeljen na 22-24 segmenta. Neki autori su segmente interpretirali kao mišićne blokove (miomere). Na donjoj, stražnjoj strani životinje nalazi se niz parnih, kružnih struktura, interpretirane kao gonade. U prednjoj polovici nalazi se niz od 6 ili 7 pari polukružnih struktura, svaka sastavljena od 20-25 malih diskova, pokrivenih sitnim iglicama. To je interpretirano kao niz škržnih lukova, moguće vanjskih. Na prednjem kraju životinje nalazi se glava s ustima, kod nekih primjeraka okruženih strukturom nalik na usne.

## Filogenetika
Zbog neobične kombinacije karakteristika, Y. lividum je težak za klasificirati, i u skladu s time, među paleontolozima postoje velike razlike u interpretacijama. Imaju tijelo nalik na kopljaču, prednje strukture koje bi mogle biti škrge, kao i istaknutu, segmentiranu leđnu peraju, međutim nemaju strukturu nalik na svitak. Stoga je bio svrstavan i kao bazalni svitkoglavac i kao bazalni svitkovac, iako manjak svitka ne ide u prilog klasifikaciji u bazalne svitkovce. Novije analize primjeraka fosila koji su spljošteni okomito bacaju dodatnu sumnju da su segmenti na leđnoj peraji uistinu miomere. U tom slučaju, malo je vjerojatno da je Y. lividum primitvni svitkovac i sa sigurnošću ga se može klasificirati jedino u deuterostome, pri čemu je najvjerojatnija pripadnost koljenu Vetulicolia.
Tafonomski gubitak morfoloških karakteristika je mogući uzrok nesigurnostima oko klasifikacije. Studije o procesima raspadanja kod modernih svitkovaca otkrivaju progresivni gubitak filogenetički važnih karakteristika na način da, kako raspadanje napreduje, organizam djeluje primitivniji.

## Način života
Kod nekih primjeraka je pronađen fosilizirani mulj u utrobi. To ukazuje da se hranio usisavanjem taloga s morskog dna.

## Slične vrste
Haikouella
Pikaia
Myllokunmingia

## Vanjske poveznice
- Galerija fosila Y. lividum